# Rushville (Nebraska)
Rushville és una població dels Estats Units a l'estat de Nebraska. Segons el cens del 2000 tenia 999 habitants.

## Demografia
Segons el cens del 2000, Rushville tenia 999 habitants, 419 habitatges, i 266 famílies. La densitat de població era de 329,7 habitants per km².
Dels 419 habitatges en un 28,9% hi vivien nens de menys de 18 anys, en un 47,5% hi vivien parelles casades, en un 11,7% dones solteres, i en un 36,3% no eren unitats familiars. En el 33,7% dels habitatges hi vivien persones soles el 16,5% de les quals corresponia a persones de 65 anys o més que vivien soles. El nombre mitjà de persones vivint en cada habitatge era de 2,3 i el nombre mitjà de persones que vivien en cada família era de 2,9.
Per edats la població es repartia de la següent manera: un 25,5% tenia menys de 18 anys, un 5,9% entre 18 i 24, un 25,3% entre 25 i 44, un 22,3% de 45 a 60 i un 20,9% 65 anys o més.
L'edat mediana era de 41 anys. Per cada 100 dones de 18 o més anys hi havia 86,5 homes.
La renda mediana per habitatge era de 27.361 $ i la renda mediana per família de 36.100 $. Els homes tenien una renda mediana de 23.750 $ mentre que les dones 20.536 $. La renda per capita de la població era de 14.586 $. Aproximadament el 13,5% de les famílies i el 16,4% de la població estaven per davall del llindar de pobresa.

## Poblacions més properes
El següent diagrama mostra les poblacions més properes.